# Phrynops williamsi
Phrynops williamsi är en sköldpaddsart som beskrevs av  Anders Rhodin och Mittermaier 1983. Phrynops williamsi ingår i släktet Phrynops och familjen ormhalssköldpaddor. Inga underarter finns listade i Catalogue of Life.
Arten förekommer i sydöstra Brasilien och Paraguay samt i angränsande områden av Argentina och Uruguay.